# Neu-Seeland
Neu-Seeland (dolnołuż. Nowa Jazorina) – gmina w Niemczech w kraju związkowym Brandenburgia, w powiecie Oberspreewald-Lausitz, wchodzi w skład urzędu Altdöbern.